# UVSQ-SAT
UVSQ-SAT (UltraViolet & infrared Sensors at high Quantum efficiency onboard a small SATellite), est un satellite de type CubeSat 1U développé par le LATMOS et lancé le 24 janvier 2021 par une fusée Falcon 9. En orbite à une altitude d'environ 550 kilomètres, il permet l'étude de la Terre et du Soleil.

## Caractéristiques
Ce satellite est un démonstrateur technologique qui permet :
- de mesurer le bilan radiatif de la Terre,
- d'observer l'éclairement solaire spectral dans l'ultraviolet (215 nanomètres) et d'observer la connexion avec l’atmosphère, notamment l'ozone stratosphérique.

Il est aussi équipé d’un transpondeur audio utilisé pour les communications entre radioamateurs.